# پی‌سی-اف‌اکس
پی‌سی-اف‌اکس (به ژاپنی: ピーシー エフエックス، Pī Shī Efu Ekkusu به انگلیسی: PC-FX) کنسول بازی نسل پنجم است، که در ۲۳ دسامبر ۱۹۹۴ توسط شرکت ان‌ای‌سی وارد بازار شد. این کنسول ۳۲ بیتی جایگزین کنسول قبلی ان‌ای‌سی، پی‌سی انجین شد. (که در آمریکا با نام توربوگراف‌اکس-۱۶ شناخته می‌شود)

پی‌سی-اف‌اکس از لوح فشرده به عنوان رسانه، به دنبال انتشار افزونه سی‌دی برای کنسول قبلی ان‌ای‌سی که در اصل هوکارت رسانه اصلی آن بود، استفاده می‌کند. کنترلر این کنسول شبیه به کنترلر سگا مگا درایو/سگا جنسیس می‌باشد، تنها کلیدهای بیشتری داشته و برخی کلیدهای آن تغییر کرده.

طراحی شبه کامپیوتری پی‌سی-اف‌اکس در زمان خودش غیرمعمول بود. به صورت ایستاده مانند کامپیوترهای Tower قرار می‌گرفت در حالی که سایر کنسول‌های هم دوره آن افقی می‌بودند. یکی دیگر از ویژگی‌های جالب آن دارا بودن سه گذرگاه توسعه بود، که گذرگاه توسعه نسبتاً در کنسول‌های بازی نامعمول بود و بنابراین موجب افزایش قیمت کنسول بدون کارایی مفیدی برای کاربران می‌شد. با این حال یکی از نخستین کنسول‌هایی بود که امکان استفاده از ماوس اختیاری را برای بازی‌های استراتژیکی مانند داستان سرزمین‌های دوردست را می‌داد که موجب می‌شد بیشتر روی صفحه تلویزیون قابل اجرا باشند.

تقریباً برخلاف تمامی کنسول‌ها، (بجز ۳دی‌او) پی‌سی-اف‌اکس یک کارت توسعه داخلی کامپیوتر برای ان‌ای‌سی پی‌سی-۹۸ و کامپیوترهای سازگار با آی‌بی‌ام را همچنین در دسترس قرار داده بود. این کارت کامپیوتری امکان اجرای بازی‌های پی‌سی-اف‌اکس را بر روی کامپیوتر می‌دهد و به همراه دو لوح فشرده نرم‌افزاری بود که امکان طراحی بازی به کاربران را می‌داد. با این حال به دلیل مسایل سازگاری امکان استفاده از این بازی‌های طراحی شده روی کنسول واقعی وجود نداشت.